# チャッタワーラック
チャッタワーラック（จัตวาลักษณ์）はタイの小説家、推理作家。タイ中西部のペッチャブリー県出身。本名はポーンサック・ウラットチャッチャイラット。

## 略歴
バンコクのマヒドン大学（en）放射線技術学科卒業。タイ国立開発行政研究院（NIDA）（en）でコンピューター・サイエンスの修士号を取得。その後、技術専門職に従事する一方で、本名で詩や短編小説、青少年向けの読み物などを執筆した。また、海外ミステリーや経営書の翻訳なども行った。
2007年、初の書き下ろし長編『二つの時計の謎』（原題『死亡推定時刻』）でナンミー・ブックス出版社ミステリー大賞を受賞。
少年時代よりシャーロック・ホームズシリーズを愛読していた。筆名の「チャッタワーラック」は、シャーロック・ホームズシリーズの1つ『四つの署名』のタイ語での題名であり、それをそのまま筆名にしている（そのため、タイ語版ウィキペディアのチャッタワーラック（th:จัตวาลักษณ์）の項目は、『四つの署名』の項目になっている）。

## 主な作品

### 長編小説
- 『二つの時計の謎』（กาลมรณะ 直訳：『死亡推定時刻』）ナンミー・ブックス出版社、2007年 ISBN 9789748478135

### 邦訳
- 『二つの時計の謎』 アジア本格リーグ2 島田荘司選、宇戸清治訳、講談社、2009年9月 ISBN 9784062157605